# Emilio Estrada
Emilio Estrada Carmona (28 maggio 1855 – 21 dicembre 1911) è stato un politico ecuadoriano.
È stato Presidente dell'Ecuador dal 1º settembre 1911 al 21 dicembre dello stesso anno, giorno della sua morte, avvenuto per infarto all'età di 56 anni. È stato preceduto e succeduto da Carlos Freire Zaldumbide.